# Karel Plášil
Karel Plášil (* 25. dubna 1994 Čejkovice) je český hokejový obránce a bývalý mládežnický reprezentant, od sezóny 2022/23 hráč druholigového mužstva HC Tábor.

## Hráčská kariéra
Je odchovancem klubu HC České Budějovice, kde prošel všemi mládežnickými kategoriemi. V sezoně 2012/13 debutoval v dresu Budějovic v seniorském hokeji v nejvyšší soutěži, ale nadále nastupoval i za juniory. V roce 2013 odešel do nově vzniklého extraligového týmu Mountfield HK z Hradce Králové, kam se tehdy přesunulo celé českobudějovické mužstvo. Krátce po přesunu si s klubem zahrál na turnaji European Trophy v severní divizi, kde Hradec skončil v konfrontaci s týmy Luleå HF (Švédsko), EC Red Bull Salzburg (Rakousko), HC Škoda Plzeň, HC Kometa Brno, Kärpät Oulu (Finsko), Hamburg Freezers a Eisbären Berlín (oba Německo) na osmém nepostupovém místě. V ročníku 2014/15 pomohl královéhradecké juniorce k postupu do nejvyšší soutěže. V březnu 2015 podepsal s Hradcem Králové nový dvouletý kontrakt. V listopadu 2016 zamířil na hostování do mužstva HC Olomouc z extraligy, kde působil měsíc. Během celého působení v Hradci Králové nastupoval také v prvoligových klubech HC Rebel Havlíčkův Brod a HC Stadion Litoměřice. V sezoně 2016/17 královéhradeckému týmu částečně pomohl v lize k historickému úspěchu - zisku bronzové medaile. 30. dubna 2017 mu v mužstvo vypršel kontrakt a stal se volným hráčem. V červnu 2017 odešel do slovenské nejvyšší soutěže, kde posílil celek HC Nové Zámky.

## Klubové statistiky
| Sezona    | Klub                    | Soutěž              | Základní část | Základní část | Základní část | Základní část | Základní část | Play off | Play off | Play off | Play off | Play off |
| Sezona    | Klub                    | Soutěž              | Z             | G             | A             | B             | TM            | Z        | G        | A        | B        | TM       |
| --------- | ----------------------- | ------------------- | ------------- | ------------- | ------------- | ------------- | ------------- | -------- | -------- | -------- | -------- | -------- |
| 2012/2013 | HC Mountfield           | 0 Česká extraliga   | 01            | 0             | 0             | 0             | 0             | 03       | 0        | 0        | 0        | 0        |
| 2013/2014 | Mountfield HK           | 0 Česká extraliga   | 26            | 01            | 0             | 01            | 02            | —        | —        | —        | —        | —        |
|           | HC Rebel Havlíčkův Brod | 00 1. česká liga    | 13            | 0             | 03            | 03            | 06            | —        | —        | —        | —        | —        |
| 2014/2015 | HC Stadion Litoměřice   | 00 1. česká liga    | 41            | 0             | 04            | 04            | 73            | —        | —        | —        | —        | —        |
|           | Mountfield HK           | 0 Česká extraliga   | 14            | 01            | 02            | 03            | 10            | —        | —        | —        | —        | —        |
| 2015/2016 | HC Stadion Litoměřice   | 00 1. česká liga    | 35            | 01            | 07            | 08            | 24            | —        | —        | —        | —        | —        |
|           | Mountfield HK           | 0 Česká extraliga   | 13            | 01            | 0             | 01            | 04            | 04       | 0        | 0        | 0        | 0        |
| 2016/2017 | Mountfield HK           | 0 Česká extraliga   | 11            | 0             | 01            | 01            | 08            | —        | —        | —        | —        | —        |
|           | HC Stadion Litoměřice   | 00 1. česká liga    | 26            | 02            | 07            | 09            | 20            | —        | —        | —        | —        | —        |
|           | HC Olomouc              | 0 Česká extraliga   | 02            | 0             | 0             | 0             | 0             | —        | —        | —        | —        | —        |
| 2017/2018 | HC Nové Zámky           | Slovenská extraliga |               |               |               |               |               |          |          |          |          |          |

## Reprezentační kariéra
Karel Plášil je bývalý český mládežnický reprezentant, nastupoval za výběry do 16, 17, 18, 19 a 20 let.